# Arvika Basket
Arvika Basket är en basketbollförening, grundad 1976, hemmahörande i Arvika. De största framgångarna har kommit på damsidan.

## Lag

### Damlaget
Säsongen 1980/81 spelade Arvika Basket i elitserien, numera Basketligan dam, men åkte ur redan efter en säsong. Säsongen 1987/88 tog laget återigen klivet upp i elitserien och stannade där till och med säsongen 1994/95. Under den andra perioden tog sig Arvika Basket till sju SM-finaler och en semifinal. Av de sju SM-finalerna vann Arvika Basket sex, nämligen samtliga säsonger mellan 1988/89 och 1993/94. 
Säsongen 1994/95 blev laget utslaget i semifinal. Därefter begärde klubben sig neråt i seriesystemet. Föreningen ville sanera sina skulder och börja om i division II. Idag är klubben skuldfri och satsar främst på sin ungdomssektion, som var nyckeln till framgångarna i slutet av 1980-talet och början av 1990-talet.
År 1991 gick Arvika Basket till Europacupfinal i Barcelona i Spanien, efter att i semifinalen besegerat Eletrosila Leningrad från det dåvarande Sovjetunionen. I Europacupfinalen tog Arvika Basket silver efter att ha förlorat mot det italienska laget Conad-Unicar Cesena med 66-84. Händelsen fick rubriker över hela Europa. Den svenska tidningen Göteborgs-Postens dåvarande sportchef ville att Svenska dagbladets guldmedalj skulle tillfalla Arvika Baskets damlag, för silvret i Europacupen.
Framgångsrika spelare som spelat i Arvika Basket är bland andra Kicki Johansson, från Kristinehamn och Jennifer Azzi, som deltog för USA i Olympiska sommarspelen 1996 i Atlanta i delstaten Georgia i USA 1996 och avslutade sin karriär i WNBA.
Säsongen 2015/16 spelade damlaget i division II. 2024/2025 spelar damlaget fortfarande i div II.

### Herrlaget
Säsongen 2015/16 spelar herrlaget i division II. 2024/2025 spelar herrlaget fortfarande i div II.

## Truppen 2024-2025
Spelartruppen:
- Madelene Jonsson
- Sanna Schröder
- Rebecca Enfjäll
- Lisa Hellström
- Maja Holgersson
- Ida Lindahl
- Josefine Andersson
- Tuva Wikman
- Mathilda Wetter
- Elsa Westman
- Saga Holgersson
- Ebba Evensson
- Josefine Evensson
- Matilda Sveder Stahl
- Liisa Mellerdal

- Tränare/coach: Camilla Holgersson
- Ass.coach: Mikael Mellerdal, Jonas Eliasson